# Saqqaq
Saqqaq – miejscowość na zachodnim wybrzeżu Grenlandii, w gminie Qaasuitsup. W pobliżu Saqqaq odkryto znaleziska archeologiczne będące pozostałością jednej z najstarszych, autochtonicznych społeczności Grenlandii. Od nazwy miasta nazwano tę wymarłą ludność kulturą Saqqaq.
Według danych oficjalnych liczba mieszkańców w 2011 roku wynosiła 174 osoby.